# Johnny English (franchise)
A Johnny English három mozifilmből álló filmvígjáték-franchise, melyet William Davies, Neal Purvis és Robert Wade alkotott meg a James Bond-filmek paródiájaként. A címszerepben Rowan Atkinson látható. A sorozatnak három része jelent meg: Johnny English (2003), Johnny English újratöltve (2011) és Johnny English újra lecsap (2018).
A filmek vegyes kritikákat kaptak, világszerte 479,6 millió amerikai dolláros bevételt termeltek.

## Filmek

### Johnny English (2003)
Johnny English az MI7 ügynökség inkompetens dolgozója. Váratlanul első számú titkos ügynökké léptetik elő, feladata az ellopott brit koronaékszerek felkutatása.

### Johnny English újratöltve (2011)
Öt évvel egy elhibázott küldetés után, mely lovagi címébe került, Johnny English visszatér az MI7-hez, hogy egy Vortex elnevezésű bérgyilkoscsoport után nyomozzon.

### Johnny English újra lecsap (2018)
Johnny Englisht felettesei az Egyesült Királyságot sújtó kibertámadások ügyével bízzák meg.

## Szereplők

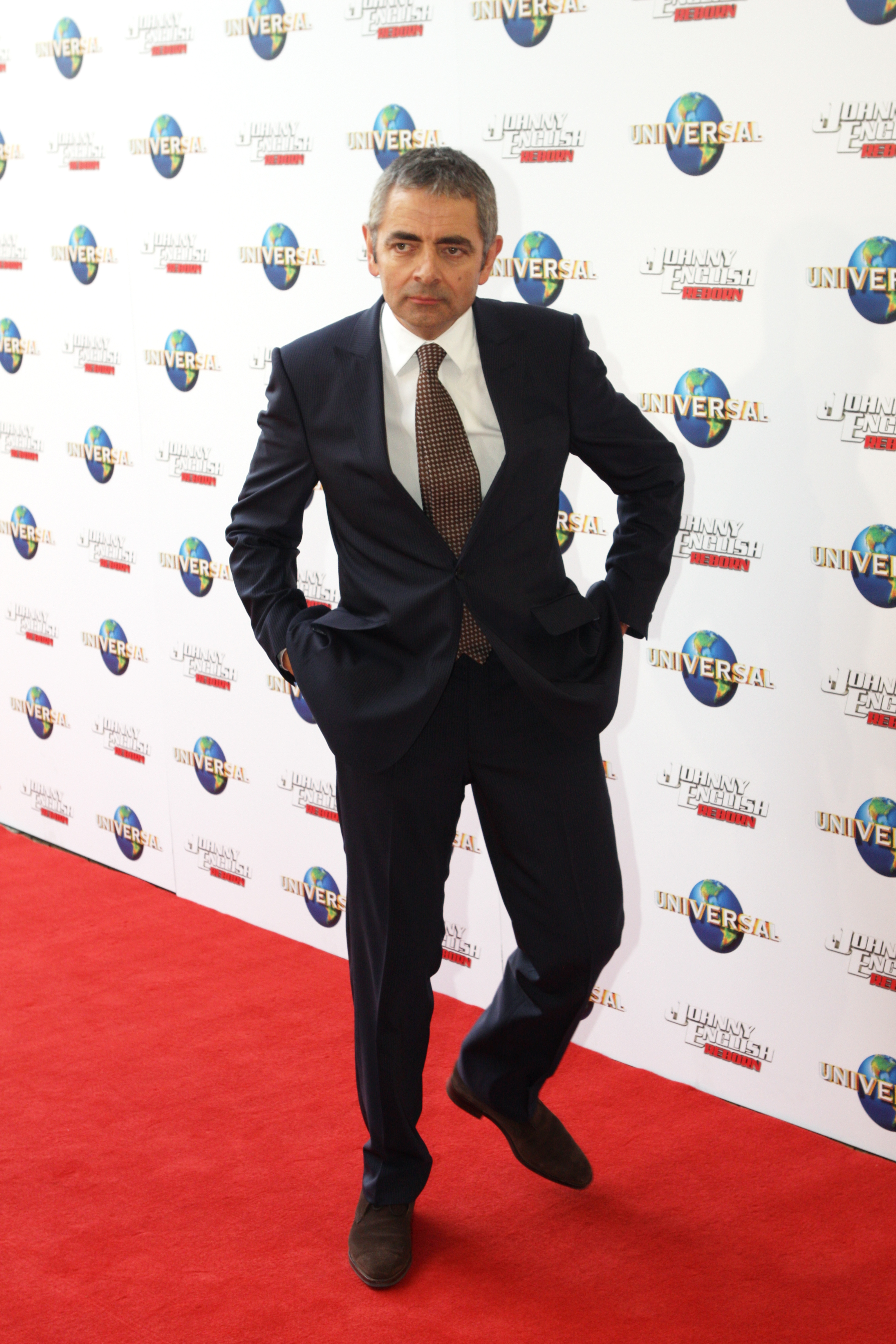
Rowan Atkinson a Johnny English újratöltve premierjén (2011)

(Zárójelben a magyar szinkronhang feltüntetve)
| Szereplő              | Film                                 | Film                                    | Film                                 |
| Szereplő              | Johnny English                       | Johnny English újratöltve               | Johnny English újra lecsap           |
| --------------------- | ------------------------------------ | --------------------------------------- | ------------------------------------ |
| Johnny English        | Rowan Atkinson (Kálloy Molnár Péter) | Rowan Atkinson (Kálloy Molnár Péter)    | Rowan Atkinson (Kálloy Molnár Péter) |
| Angus / Jeremy Bough  | Ben Miller (Anger Zsolt)             |                                         | Ben Miller (Anger Zsolt)             |
| Colin Tucker          |                                      | Daniel Kaluuya (Hamvas Dániel)          |                                      |
| Pegasus               | Tim Pigott-Smith (Uri István)        | Gillian Anderson (Náray Erika)          | Adam James (Lux Ádám)                |
| Brit miniszterelnök   | Kevin McNally (Lázár Sándor)         | Stephen Campbell Moore (Czvetkó Sándor) | Emma Thompson (Kovács Nóra)          |
| II. Erzsébet királynő | Prunella Scales                      | testdublőr                              |                                      |
| Lorna Campbell        | Natalie Imbruglia (Györgyi Anna)     |                                         |                                      |
| Kate Sumner           |                                      | Rosamund Pike (Horváth Lili)            |                                      |
| Ophelia Bhuletova     |                                      |                                         | Olha Kurilenko (Pikali Gerda)        |
| Pascal Sauvage        | John Malkovich (Kautzky Armand)      |                                         |                                      |
| Simon Ambrose         |                                      | Dominic West (László Zsolt)             |                                      |
| Jason Volta           |                                      |                                         | Jake Lacy (Szatory Dávid)            |

## Stáblista és egyéb információk
|                | Film                                                                          | Film                                                 | Film                                                   |
| Johnny English | Johnny English újratöltve                                                     | Johnny English újra lecsap                           |                                                        |
| -------------- | ----------------------------------------------------------------------------- | ---------------------------------------------------- | ------------------------------------------------------ |
| Rendező        | Peter Howitt                                                                  | Oliver Parker                                        | David Kerr                                             |
| Producer       | Tim Bevan Eric Fellner Mark Huffam                                            | Tim Bevan Eric Fellner Chris Clark                   | Tim Bevan Eric Fellner Chris Clark Rowan Atkinson      |
| Forgatókönyv   | Neal Purvis és Robert Wade William Davies                                     | Hamish McColl (forgatókönyv) William Davies (sztori) | William Davies                                         |
| Zeneszerző     | Edward Shearmur Howard Goodall (főtéma) Hans Zimmer ("A Man for All Seasons") | Ilan Eshkeri                                         | Howard Goodall                                         |
| Operatőr       | Remi Adefarasin                                                               | Danny Cohen                                          | Florian Hoffmeister                                    |
| Vágó           | Robin Sales                                                                   | Guy Bensley                                          | Mark Everson                                           |
| Gyártó cég     | StudioCanal Working Title Films                                               | StudioCanal Working Title Films Relativity Media     | StudioCanal Working Title Films Perfect World Pictures |
| Forgalmazó     | Universal Pictures                                                            | Universal Pictures                                   | Universal Pictures                                     |
| Bemutató       | 2003. július 18.                                                              | 2011. október 11.                                    | 2018. október 26.                                      |
| Játékidő       | 88 perc                                                                       | 102 perc                                             | 89 perc                                                |

## Fogadtatás

### Bevételi adatok
| Film                       | Bevétel       | Bevétel        | Bevétel        | Költségvetés | Ref.  |
| Film                       | Észak-Amerika | Egyéb          | Világszerte    | Költségvetés | Ref.  |
| -------------------------- | ------------- | -------------- | -------------- | ------------ | ----- |
| Johnny English             | 28 082 366 $  | 132 500 652 $  | 160 583 018 $  | 40 millió $  | [ 4 ] |
| Johnny English újratöltve  | 8 305 970 $   | 151 772 616 $  | 160 078 586 $  | 45 millió $  | [ 5 ] |
| Johnny English újra lecsap | 4 412 170 $   | 154 558 606 $  | 158 970 776 $  | 25 millió $  | [ 6 ] |
| Összesen                   | 40,8 millió $ | 438,8 millió $ | 479,6 millió $ | 110 millió $ | [ 7 ] |

### Kritikai visszhang
| Film                       |                   |                     |
| Film                       | Rotten Tomatoes   | Metacritic          |
| -------------------------- | ----------------- | ------------------- |
| Johnny English             | 33% (122 kritika) | 51/100 (32 kritika) |
| Johnny English újratöltve  | 38% (92 kritika)  | 46/100 (20 kritika) |
| Johnny English újra lecsap | 37% (109 kritika) | 39/100 (22 kritika) |

## Fordítás
- Ez a szócikk részben vagy egészben  a   Johnny English (franchise) című angol Wikipédia-szócikk fordításán alapul.  Az eredeti cikk szerkesztőit annak laptörténete sorolja fel. Ez a jelzés csupán a megfogalmazás eredetét és a szerzői jogokat jelzi, nem szolgál a cikkben szereplő információk forrásmegjelöléseként.